# Америго Веспучи (А 5312)
Америго Веспучи (A 5312) је италијански школски једрењак у саставу Италијанске ратне морнарице. Име је добио по италијанском поморцу Америгу Веспучију. У службу је стављен 15. маја 1931. године. Дугачак је 101 м, широк 15,5 м и достиже брзину од 15 (користећи једра), односно 11 чворова (користећи мотор).
Марш посвећен овом једрењаку је Nave Vespucci.